# Tradewinds, Texas
Tradewinds là một nơi ấn định cho điều tra dân số (CDP) thuộc quận San Patricio, tiểu bang Texas, Hoa Kỳ. Năm 2010, dân số của nơi này là 180 người.

## Dân số
- Dân số năm 2000: 163 người.
- Dân số năm 2010: 180 người.